# Lo Mestre Titas (1888-1890)
Lo Mestre Titas fue un semanario satírico integrista publicado en la ciudad española de Barcelona entre 1888 y 1890, durante la Restauración.

## Historia
Se decía continuador del anterior periódico del mismo nombre publicado durante el Sexenio Revolucionario. Llevaba por subtítulo «Donará llissó mentres pugui» y desde el número 61 «Setmanari Federal... per l'istil de Nocedal».
Partidario del tradicionalismo integrista de Ramón Nocedal y su diario El Siglo Futuro, se anunciaba diciendo que Lo Mestre Titas:

Ha obert son tercer curs, per donar llissons á mestissos y transaccionistas. Es de l'antich sistema y 'ls ensenya á palmetadas.

La suscripción costaba 1 peseta y 25 céntimos cada trimestre, pudiendo adquirirse en la librería religiosa de F. Geli, en la calle Cort Real, 20. La administración del periódico se hallaba en la calle Barra de Ferro, núm. 8, piso 3.º, puerta 2.ª y desde el número 15 en Baños Viejos, 6, 3º. Se imprimía en la imprenta de Ortega, en Palau 4. La autorización para publicar este semanario fue hecha por Miguel Gañet. Más tarde, figuró como director el mismo impresor, Pedro Ortega.
En su primer número publicó una carta al jefe regional carlista de Cataluña, Luis María de Llauder, con el que estuvo enfrentado. El semanario Lo Crit de la Patria, de igual tendencia, saludó su aparición, afirmando que llevaba «la primitiva marca de fábrica», que le pedía que no tocara, pues resultaba muy «chich». Decía asimismo que su programa era excelente, con versos medios latinos, medios italianos y catalanes que recordaban a un famoso ayudante «que tantas fregadas d'aurellas donava als mestissos y lliberals d'aquets temps».
Fue uno de los periódicos expulsados del carlismo que firmaron el «Manifiesto de Burgos» que daría origen al Partido Integrista. Cesó su publicación y volvió a aparecer a finales de 1889, desapareciendo definitivamente poco después. En 1897 saldría otro semanario con el nombre de Lo Mestre Titas, esta vez leal a Don Carlos.